# Петтерссон, Оскар (футболист)
Оскар Ханс Петтерссон (швед. Oscar Hans Pettersson; род. 1 февраля 2000, Стокгольм) — шведский футболист, нападающий нидерландского клуба «Гоу Эхед Иглз» и сборной Швеции.

## Клубная карьера
Начинал заниматься футболом в «Брумстене», куда попал в пятилетнем возрасте. В 2016 году перешёл в молодёжную команду «Юргордена». В январе 2019 года подписал с клубом молодёжный контракт, рассчитанный на два года. Впервые за основной состав сыграл 23 февраля в матче группового этапа кубка страны с «Хеслехольмом», появившись после перерыва вместо Эдварда Чилуфьи. В августе того же года дебютировал в чемпионате Швеции в поединке с «Сириусом». По итогам сезона «Юргорден» занял первое место в турнирной таблице и стал чемпионом страны.
В сентябре 2020 года по арендному соглашению получил право выступать за «Акрополис» до конца сезона. За время аренды нападающий принял участие в 13 матчах и забил четыре мяча. В марте 2021 года перешёл в «Акрополис» на постоянной основе в качестве свободного агента.
19 декабря 2021 года стал игроком «Броммапойкарны», заключив соглашение, рассчитанное на два года. Первую игру за новый клуб провёл 22 февраля 2022 года на групповом этапе кубка Швеции с «Хальмстадом». В Суперэттане дебютировал 2 апреля в матче первого тура с «Вестеросом», выйдя на поле в стартовом составе. По итогам сезона Петтерссон принял участие в 29 матчах, в которых забил 14 мячей, а «Броммапойкарна» заняла первую строчку в турнирной таблице и вышла в Алльсвенскан.
4 февраля 2025 года перешёл в нидерландский «Гоу Эхед Иглз», подписав трёхлетний контракт до середины 2028 года.

## Карьера в сборной
В апреле 2016 года в составе юношеской сборной Швеции принимал участие в товарищеском турнире. Дебютировал в её составе во встрече с Данией 19 апреля, когда появился на поле в стартовом составе.

## Достижения
«Юргорден»
- Чемпион Швеции: 2019

«Броммапойкарна»
- Победитель Суперэттана: 2022

«Гоу Эхед Иглз»
- Обладатель Кубка Нидерландов: 2024/25[нидерл.]

## Клубная статистика
| Выступление      | Выступление      | Выступление      | Лига | Лига | Кубки | Кубки | Конт. кубки | Конт. кубки | Разное | Разное | Итого | Итого |
| Клуб             | Лига             | Сезон            | Игры | Голы | Игры  | Голы  | Игры        | Голы        | Игры   | Голы   | Игры  | Голы  |
| ---------------- | ---------------- | ---------------- | ---- | ---- | ----- | ----- | ----------- | ----------- | ------ | ------ | ----- | ----- |
| Фрей             | Алльсвенскан     | 2019             | 2    | 0    | 2     | 1     | 0           | 0           | 0      | 0      | 4     | 1     |
| Фрей             | Алльсвенскан     | 2020             | 6    | 1    | 0     | 0     | 0           | 0           | 0      | 0      | 6     | 1     |
| Фрей             | Итого            | Итого            | 8    | 1    | 2     | 1     | 0           | 0           | 0      | 0      | 10    | 2     |
| Акрополис        | Суперэттан       | 2020             | 13   | 4    | 0     | 0     | 0           | 0           | 0      | 0      | 13    | 4     |
| Акрополис        | Суперэттан       | 2021             | 12   | 1    | 2     | 0     | 0           | 0           | 2      | 0      | 16    | 1     |
| Акрополис        | Итого            | Итого            | 25   | 5    | 2     | 0     | 0           | 0           | 2      | 0      | 29    | 5     |
| Броммапойкарна   | Суперэттан       | 2022             | 29   | 14   | 4     | 1     | 0           | 0           | 0      | 0      | 33    | 15    |
| Броммапойкарна   | Итого            | Итого            | 29   | 14   | 4     | 1     | 0           | 0           | 0      | 0      | 33    | 15    |
| Всего за карьеру | Всего за карьеру | Всего за карьеру | 62   | 20   | 8     | 2     | 0           | 0           | 2      | 0      | 72    | 22    |